# Patrick Osborne

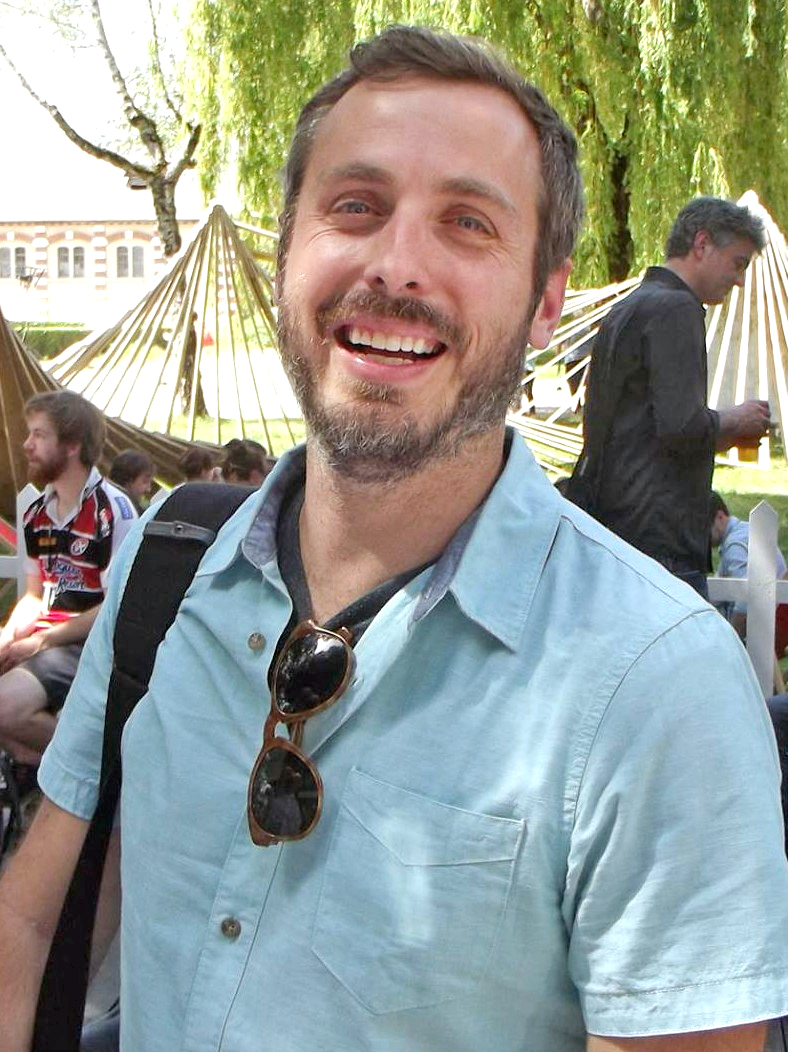
Patrick Osborne (2014)

Patrick Osborne ist ein US-amerikanischer Animator, Spezialeffekt-Designer, Regisseur und Drehbuchautor.

## Leben
Osborne wuchs in einem Vorort von Green Township auf. Er erwarb einen Abschluss in Computeranimation aus dem Ringling College of Art und Design im Jahr 2003.
Bekannt wurde er mit seinem Kurzfilm Liebe geht durch den Magen, der 2015 einen Oscar in der Kategorie Bester animierter Kurzfilm bekam. Osborne hatte zuvor als Animateur an Filmen wie Ralph reichts und Bolt – Ein Hund für alle Fälle gearbeitet. 2017 wurde er für den Kurzfilm Pearl für den Oscar nominiert.

## Filmografie (Auswahl)

### Als Animator
- 2007: Könige der Wellen (Surf’s Up)
- 2008: Sunlit Shadows (Kurzfilm)
- 2008: Bolt – Ein Hund für alle Fälle (Bolt)
- 2009: Prep & Landing (Kurzfilm)
- 2010: Rapunzel – Neu verföhnt (Tangled)
- 2010: Prep & Landing Stocking Stuffer: Operation: Secret Santa (Fernseh-Kurzfilm)
- 2012: Ralph reichts (Wreck-It Ralph)
- 2012: Im Flug erobert (Paperman, Kurzfilm)

### Als Spezialeffekt-Designer
- 2005: Die Chroniken von Narnia: Der König von Narnia (The Chronicles of Narnia: The Lion, the Witch and the Wardrobe)
- 2007: I Am Legend

### Als Regisseur
- 2014: Liebe geht durch den Magen (Feast, Kurzfilm)
- 2016: Pearl (Kurzfilm)
- 2022: Love, Death & Robots (Fernsehserie, eine Folge)

### Als Drehbuchautor
- 2014: Liebe geht durch den Magen (Feast, Kurzfilm)